# Zamudio
Pour les articles homonymes, voir Zamudio (homonymie).
Zamudio est une commune de Biscaye dans la communauté autonome du Pays basque en Espagne.
Le parc technologique de Bilbao (technopole) est situé sur le territoire de la commune de Zamudio.

## Géographie

### Quartiers
Les quartiers de Zamudio sont Ugaldeguren Santimami, Aranoltza (San Antolin), Arteaga (San Martin) et Geldo

## Parc technologique de Bilbao
Cette technopole, parfois appelée Parc technologique de Biscaye, ou de Zamudio regroupe 140 entreprises sur 205 hectares à l'est de Bilbao sur les communes de Derio et de Zamudio. Ce parc a été créé en 1985 par les autorités basques pour pallier la crise industrielle que connaissait l'industrie régionale (le gouvernement basque cofinance aujourd'hui cette infrastructure avec le SEPI).
Ce parc fut l'un des premiers de ce type dans le pays et est aujourd'hui l'un des plus dynamiques. Il regroupe des entreprises renommées comme Oracle Corporation, Accenture, Gamesa, Air liquide, Vodafone, Siemens AG, Xerox, Cisco,... et des incubateurs d'entreprise, qui emploient plus de 6 400 personnes (environ un quart dans la R&D). Ce parc, où se situent aussi des centres de recherche, est surtout spécialisé dans les télécommunications et les nouvelles technologies (presque la moitié de l'activité), mais des activités sont aussi menées dans l'aéronautique, la biotechnologie, l'électronique, les services aux entreprises et la production de contenus multimédias.

## Patrimoine

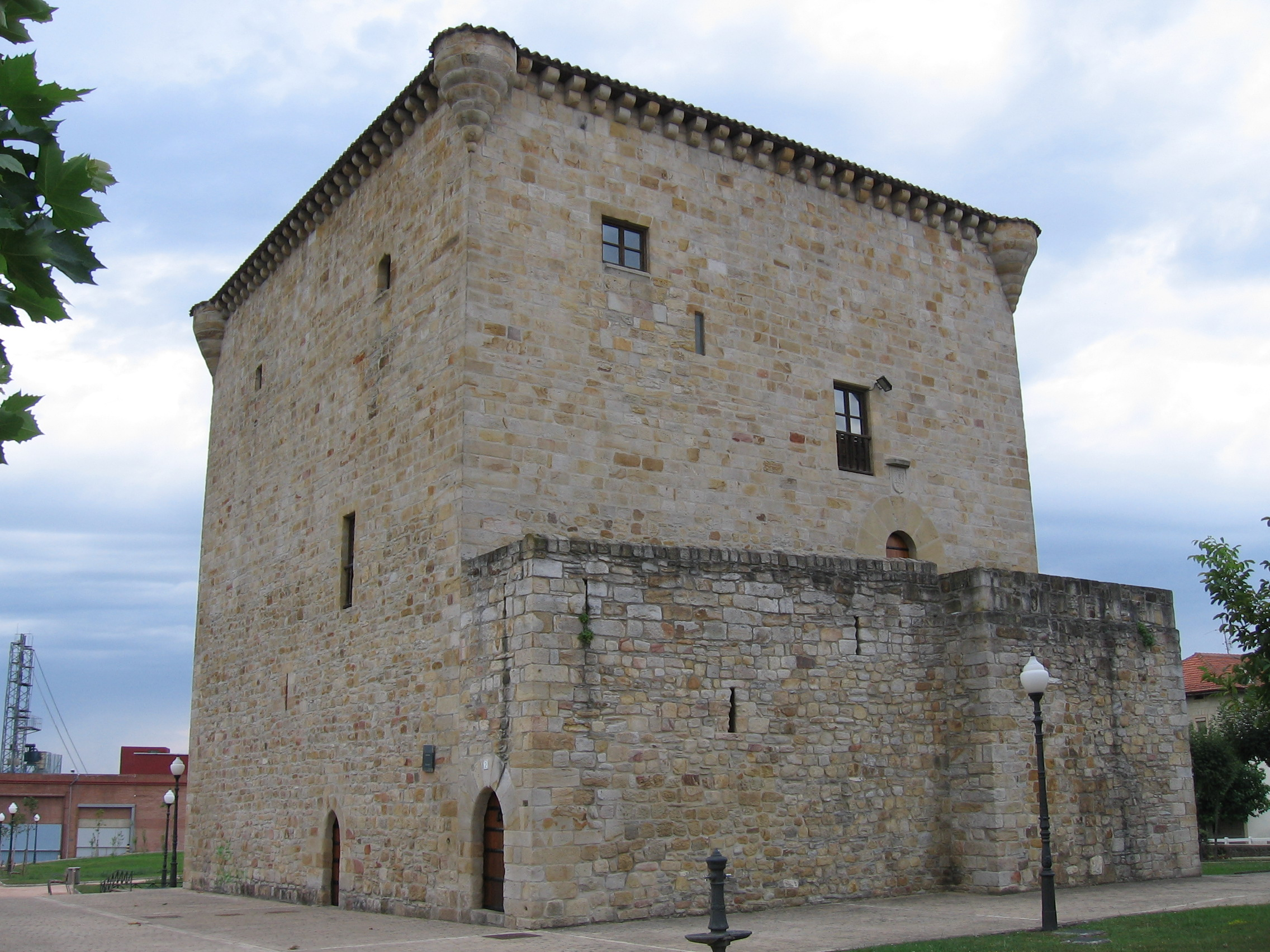
Maison-tour de Zamudio.

### Sources
- (es) Cet article est partiellement ou en totalité issu de l’article de Wikipédia en espagnol intitulé « Zamudio » (voir la liste des auteurs).